# Simplicius, Faustinus und Beatrix

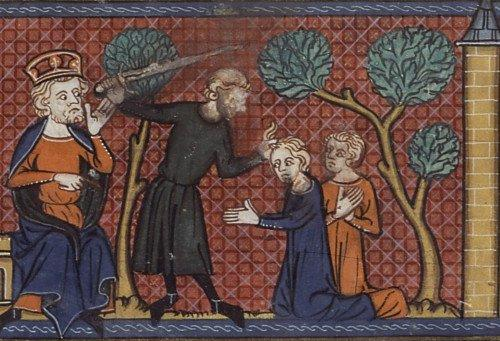
Das Martyrium der hll. Simplicius und Faustinus, Darstellung in einem Manuskript aus dem 14. Jahrhundert

Beatrix von Rom († um 303), eine christliche Märtyrin und Heilige, gehörte zusammen mit ihren Brüdern Faustinus und Simplicianus zu einer der frühen christlichen Gemeinden.

## Hintergrund
Schriftstücke belegen, dass die Brüder Simplicius und Faustinus, Soldaten des römischen Heeres, während einer der letzten blutigen Christenverfolgungen unter Kaiser Diokletian wegen ihres Glaubens gefoltert, umgebracht und „per pontem qui vocatur Lapideus“ (von der sogenannten Steinbrücke) in den Tiber geworfen worden waren. Beatrix begrub ihre Körper mit Hilfe der Presbyter (Priester) Crispus und Johannes in der Nähe des Fundortes „ad Sextum Philippi“ ehrenvoll in einer Katakombe, die sich im Besitz einer römischen Matrone namens Generosa befand. Dies geschah am vierten Tag der Kalenden des Augusts des Jahres 303, nach heutiger Zeitrechnung am 29. Juli.
Nach den antiken Quellen folgte Beatrix dem Beispiel ihrer Brüder und weigerte sich, ihrem Glauben abzuschwören. Das kostete auch sie das Leben. Die adelige Matrone Lucina, die in Rom bereits dafür bekannt war, dass sie Verfolgten half und dafür sorgte, dass die Leichname bestattet wurden, nahm sich der getöteten Beatrix an und veranlasste ihre Beisetzung „ad Sextum Philippi“ in der Nähe ihrer Brüder. So geschah es, dass Simplicius, Faustinus und Beatrix die gleiche Ruhestätte fanden und gemeinsam heiliggesprochen wurden.
Der Geschichtsschreiber des Werkes Liber de locis sanctis Martyrum („Die heiligen Stätten der Märtyrer“) schrieb über die Märtyrer, dass sie in Erwartung ihrer Auferstehung „iuxta viam Portuensem dormiunt“ („nahe bei der Via Portuense ruhen“).
Der christlichen Archäologie gelang es, die authentischen und wesentlichen Teile dieser Erzählungen so zu ergänzen, dass die Grabstätte „ad Sextum Philippi“ mit den angrenzenden Begräbnisgängen, die von der frühchristlichen Gemeinde in diesem Gebiet der römischen Campagna genutzt worden waren, wieder ins Bewusstsein rückten. Bei Ausgrabungen unter der Leitung des Archäologen Wilhelm Henzen im Jahre 1868 wurde im römischen Stadtteil Magliana, unweit der Tiberkrümmung, die Katakombe de Generosa, die Grabstätte der Heiligen, gefunden.

## Verehrung
Der Gedenktag der Märtyrer ist der 29. Juli. Beatrix von Rom wird dargestellt in Tracht einer römischen Jungfrau mit einem Strick, ihre Brüder Simplicius und Faustinus in gepanzerter römischer Soldatentracht, bisweilen mit Schwert, Lanze und Schild; auch mit Fahne, auf der drei Lilien abgebildet sind. Im Wappen der Stadt Lauterbach ist der hl. Simplicius in der Rüstung eines Ritters dargestellt.

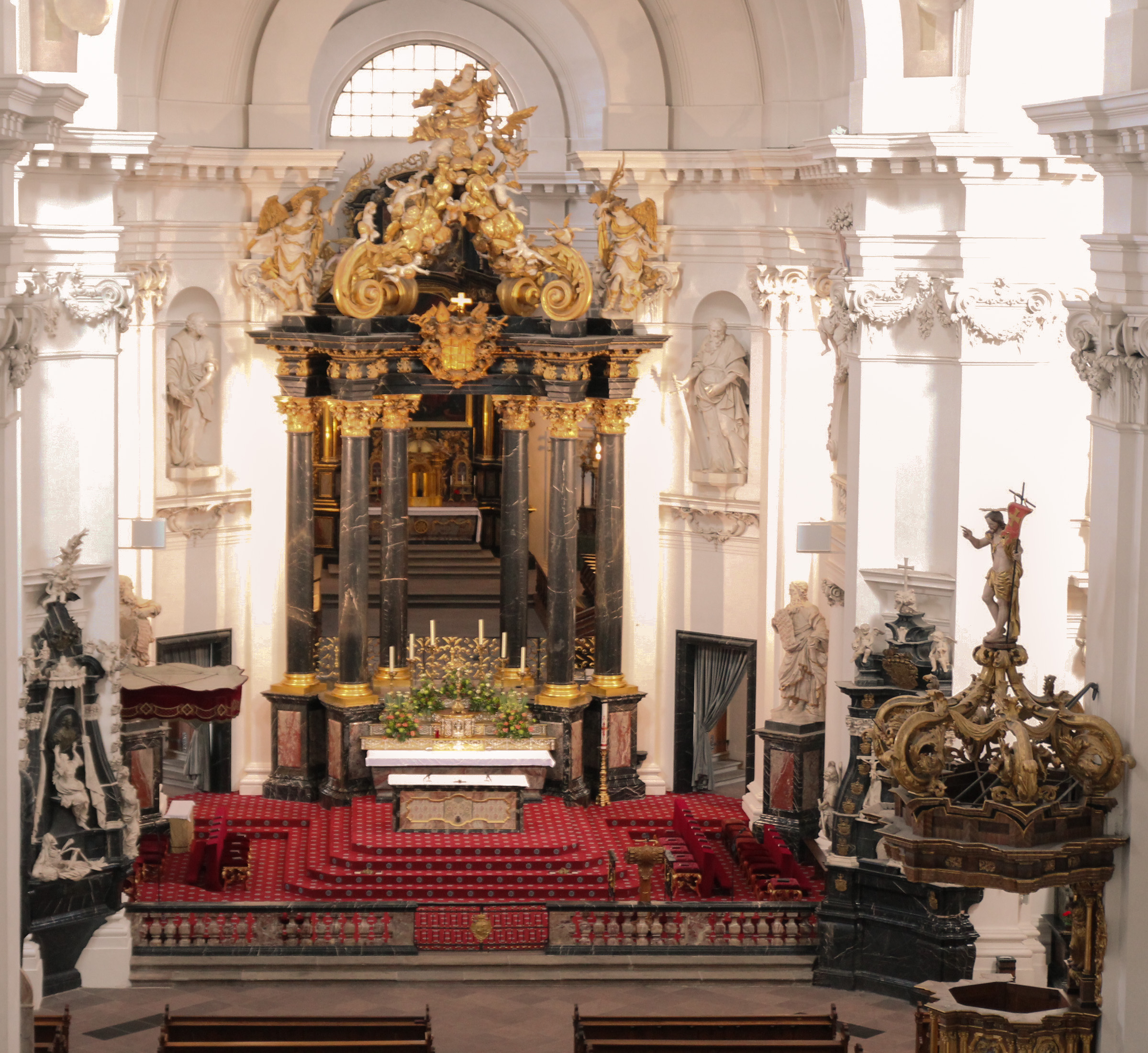
Fuldaer Dom – Hochaltar

Durch den heiligen Bonifatius kamen Reliquien der Geschwister nach Fulda. Seitdem gelten die drei als Schutzpatrone dieser Stadt. Durch drei Lilien  auf einem Dreiberg, einem Symbol der Reinheit, sind die drei Märtyrer seit dem 16. Jahrhundert auf dem Fuldaer Stadtsiegel und dem Stadtwappen dargestellt. Die drei Hügel unter der Lilie sollen die Gräber der drei darstellen. Der rote Hintergrund steht für den Märtyrertod, den die drei gestorben sind. In gleicher Weise sind die drei Heiligen auch in den Stadtwappen von Geisa und Hammelburg symbolisiert. Sie sind Mitpatrone des Fuldaer Doms, der eine Erlöserkirche ist. Die Reliquien der drei Märtyrer sind im Hauptaltar eingemauert.

## Patrozinien
Seit dem Jahre 1656 ist ein Patrozinium der hll. Simplicius, Faustinus und Beatrix in der Landpfarrei Hainzell des Klosters Fulda für die dortige Kapelle nachgewiesen. 1926 wurde beim Neubau der Pfarrkirche das Patrozinium übernommen.